# Pöörilaid
Pöörilaid är en halvö i västra Estland. Den ligger i Varbla kommun i landskapet Pärnumaa, 130 km sydväst om huvudstaden Tallinn.
På halvön står fyren Pöörilaiu tulepaak sedan 1939. Pöörilaid var tidigare en friliggande ö, men på grund av landhöjningen har den förenats med den större ön Selglaid.
Inlandsklimat råder i trakten. Årsmedeltemperaturen i trakten är 6 °C. Den varmaste månaden är augusti, då medeltemperaturen är 16 °C, och den kallaste är januari, med −6 °C.